# Hokuei
Hokuei (jap. 北栄町 Hokuei-chō) – miasto w Japonii, na wyspie Honsiu, w prefekturze Tottori. Według danych na rok 2020 miejscowość zamieszkiwało 14 228 mieszkańców , a gęstość zaludnienia wyniosła 249,9 os./km².